# Кульгаи
Кульгаи (бел. Кульгаі) — деревня в Ломашевском сельсовете Глубокского района Витебской области Беларуси.
Рядом с деревней проходит однопутная железнодорожная линия Полоцк-Молодечно и автодорога A235 Вильнюс-Полоцк.
В деревне работает библиотека.